# Hofkapel

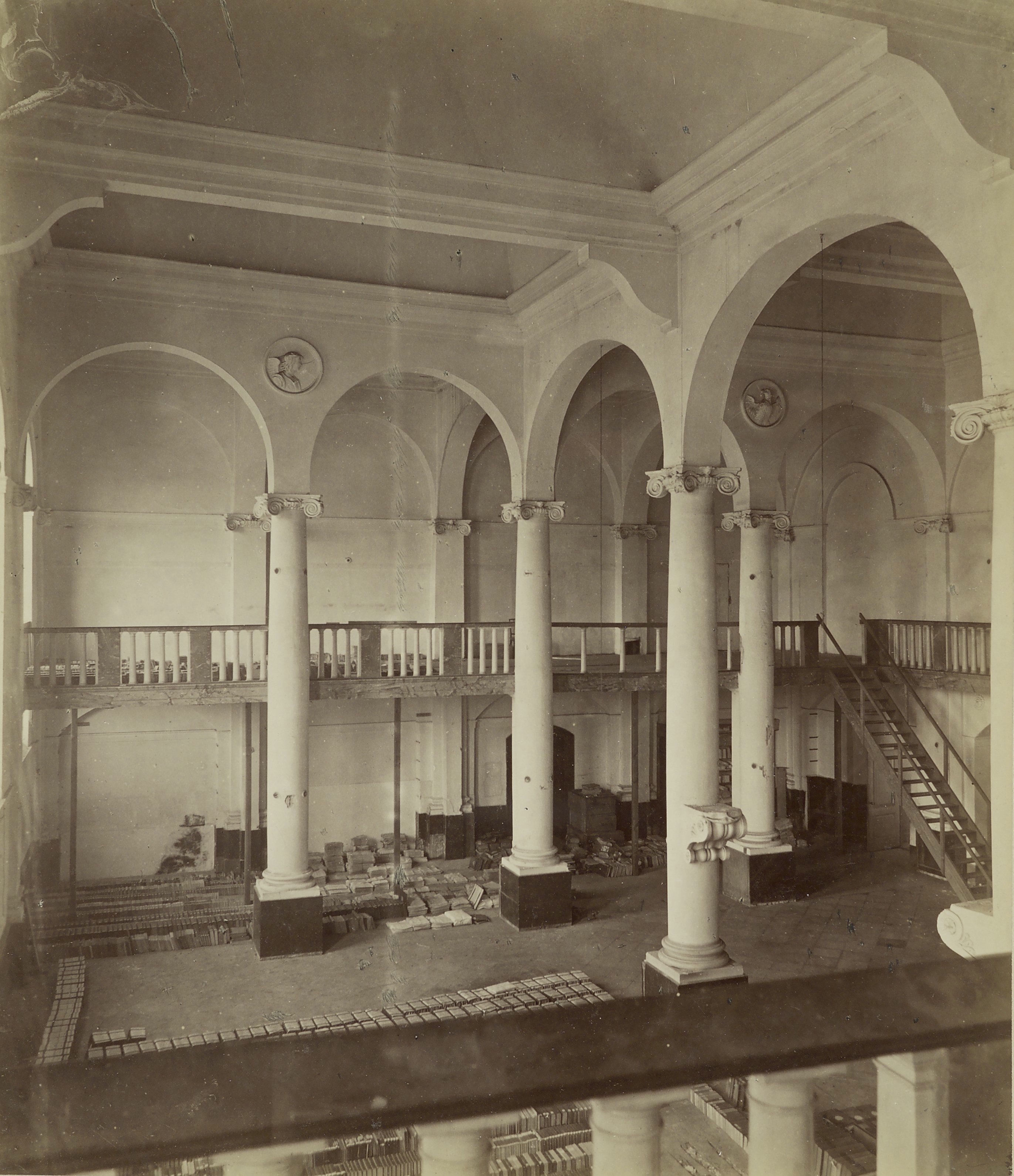
Intérieur en 1879.

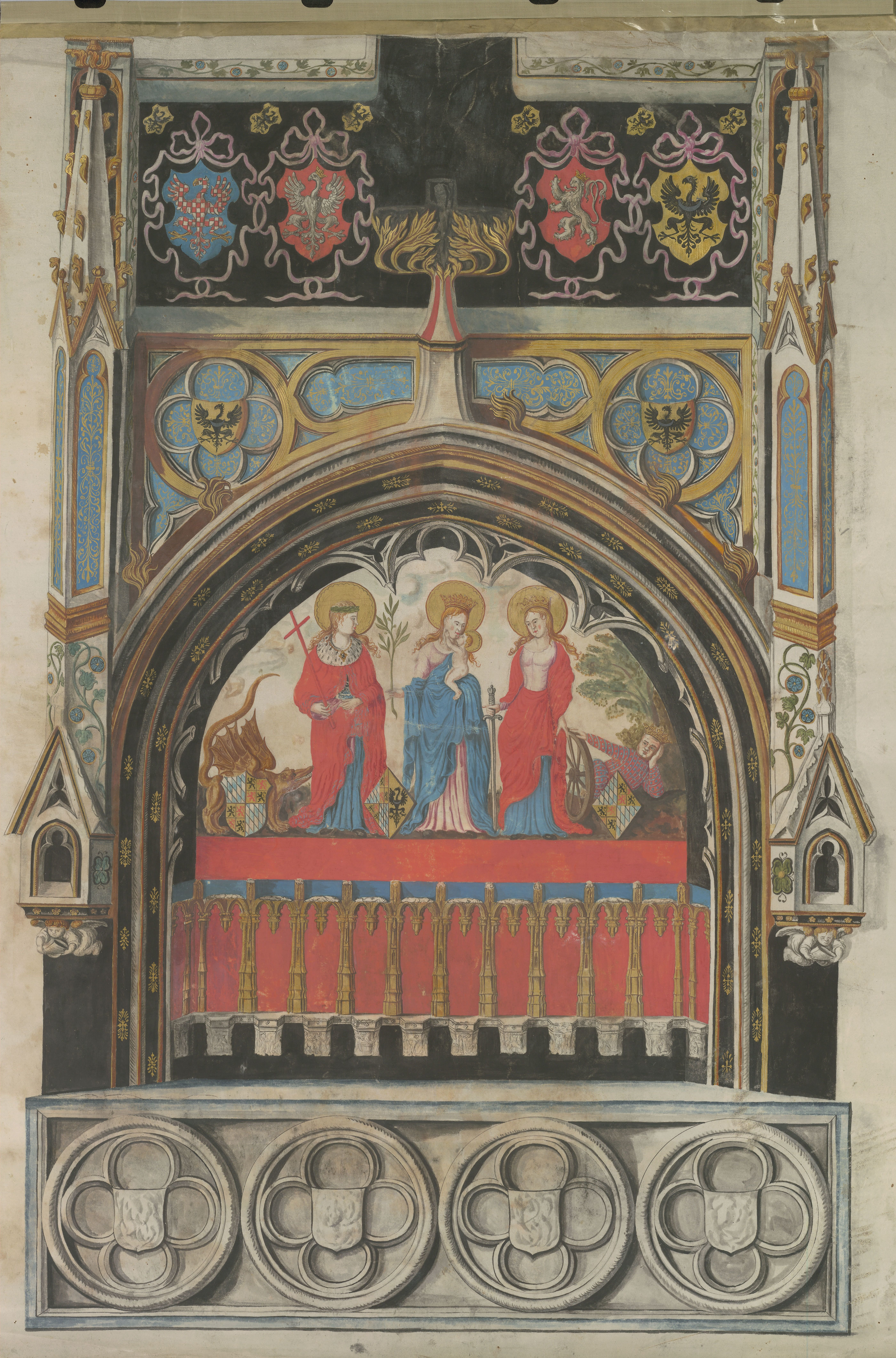
Dessin du tombeau de Marguerite de Brzeg (1342-1386).

La Hofkapel (en français : « chapelle de la cour ») est une ancienne chapelle de la Binnenhof à La Haye aux Pays-Bas. Aujourd'hui, le bâtiment abrite les salles des partis, des comités et les espaces de travail de la Première Chambre des États généraux.

## Histoire

### Moyen âge
La chapelle est fondée en 1289 par le comte Florent V de Hollande comme chapelle de cour dans les Grafelijke zalen. La chapelle est dédiée à Marie et est également appelée la chapelle de Maria ten Hove. Le bâtiment mesure 7,5 mètres de large et 22 mètres de long. 
Au XIVe siècle, le roi français Charles V offre un morceau de la Vraie Croix et de la Sainte Couronne à Albert Ier de Hainaut, comte de Hollande, comme reliques pour sa chapelle de cour. En 1367, le comte Albert y fonde un chapitre et, deux ans plus tard, il fait construire une salle capitulaire à côté de la chapelle.
De nombreux seigneurs ajoutent des éléments à la chapelle comtale. Dès 1326, un orgue y est installé et en 1373, un jubé, où des statues funéraires en bois sont accrochées. Lorsqu'un comte de Hollande décède, sa statue est ajoutée. À la mort de Marguerite de Brzeg en 1386, un monument funéraire est érigé dans la chapelle, où son mari Albert Ier trouve également sa dernière demeure. Son fils Guillaume IV de Hainaut et Jacqueline de Bavière sont également enterrés dans cette chapelle. Charles Quint est le dernier comte de Hollande à être honoré par une statue en bois sur le jubé.
En 1452, Philippe le Bon fait don d'un vitrail à la chapelle. Un an plus tard, la chapelle est agrandie d'une travée pour atteindre 28 mètres de longueur. Maximilien Ier aurait fait don d'un vitrail en 1494. En 1552 et 1553, la chapelle est dotée d'une galerie sur le côté sud.

### Église wallonne
À partir de 1580, la chapelle est utilisée pour le service religieux réformé et de 1591 à 1807, par l'église wallonne.
À partir de 1591, la communauté réformée wallonne célèbre ses offices dans cette chapelle, rebaptisée Franse Kerk (« Église française »). Louise de Coligny, veuve de Guillaume Ier d'Orange-Nassau figure parmi les fidèles réguliers.
La chapelle subit d'importants dégâts lors d'un incendie en 1644, seuls les murs étant épargnés. Elle est ensuite dotée d'un nouveau toit gothique en pin conçu par Pieter Noorwits. Elle est agrandie en 1688. À cette fin, le mur ancien du côté du Hofvijver est démoli, remplacé par des pilier et un bas-côté parallèle supplémentaire ; un toit en croupe est construit. Bien qu'il ait survécu à l'incendie de 1644 selon Jacob de Riemer, il ne reste pas grand-chose du monument funéraire du comte Albert et de Marguerite en 1730. La tombe familiale de Johan van Oldenbarnevelt n'est plus utilisée après l'incendie. Au XVIIe ou XVIIIe siècle, la chapelle est dotée d'un bâtiment à double entrée.
Louis Bonaparte, premier roi du Royaume de Hollande de 1806 à 1810, vit au Binnenhof jusqu'en septembre 1807. Dès qu'il y emménage en 1806, les services catholiques doivent être célébrés dans la chapelle de la cour. Louis Napoléon donne aux réformés wallons une contribution pour construire une nouvelle église wallonne sur la Noordeinde. La chapelle de la cour reste utilisée par les catholiques jusqu'en 1877.

### Destination nationale

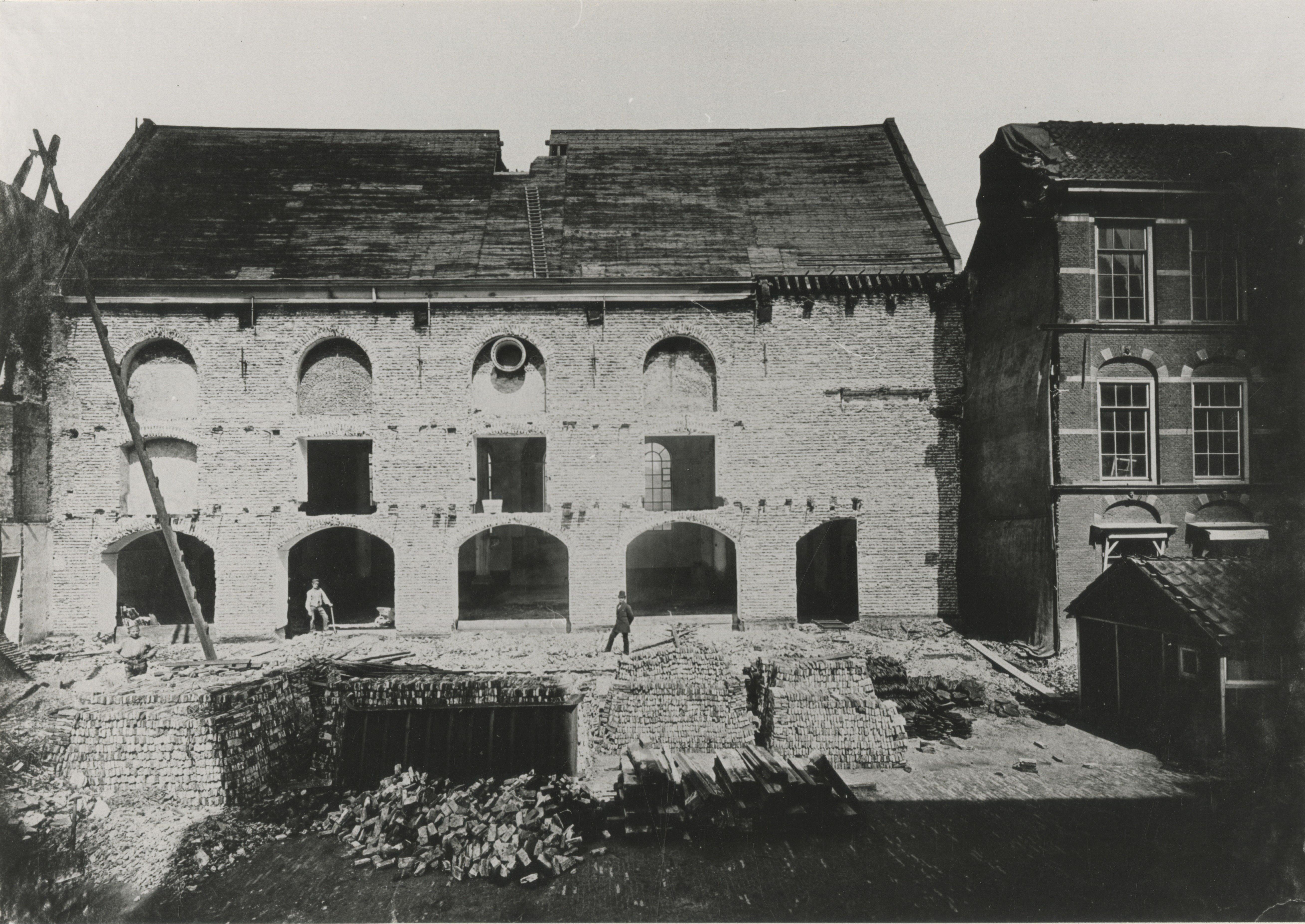
Rénovation en 1879.

En 1879, la chapelle est vendue au gouvernement. Après une rénovation majeure par l'architecte Ferdinand Nieuwenhuis, la chapelle est transformée de manière méconnaissable en un bureau de style néo-Renaissance. Ferdinand Nieuwenhuis divise l'espace en étages avec un couloir central avec des pièces de chaque côté. Le bâtiment rénové abrite alors le nouveau ministère des Transports, des Travaux publics et de la Gestion de l'eau. Le ministère quitte le bâtiment en 1970. Après une rénovation complète en 1977, le bâtiment est occupé par le Bureau du Premier ministre et le Service d'information du gouvernement.

## Situation actuelle
Aujourd'hui, l'ancienne chapelle de la cour abrite les salles des partis, des comités et de travail de la Première Chambre des États généraux. Dans le grenier, l'ancien plafond gothique en bois est encore visible. 

## Caveau funéraire des comtes de Hollande
Sous la chapelle de la cour se trouve le caveau funéraire partiellement effondré et muré des comtes de Hollande qui comprend neuf caveaux funéraires.

### Histoire

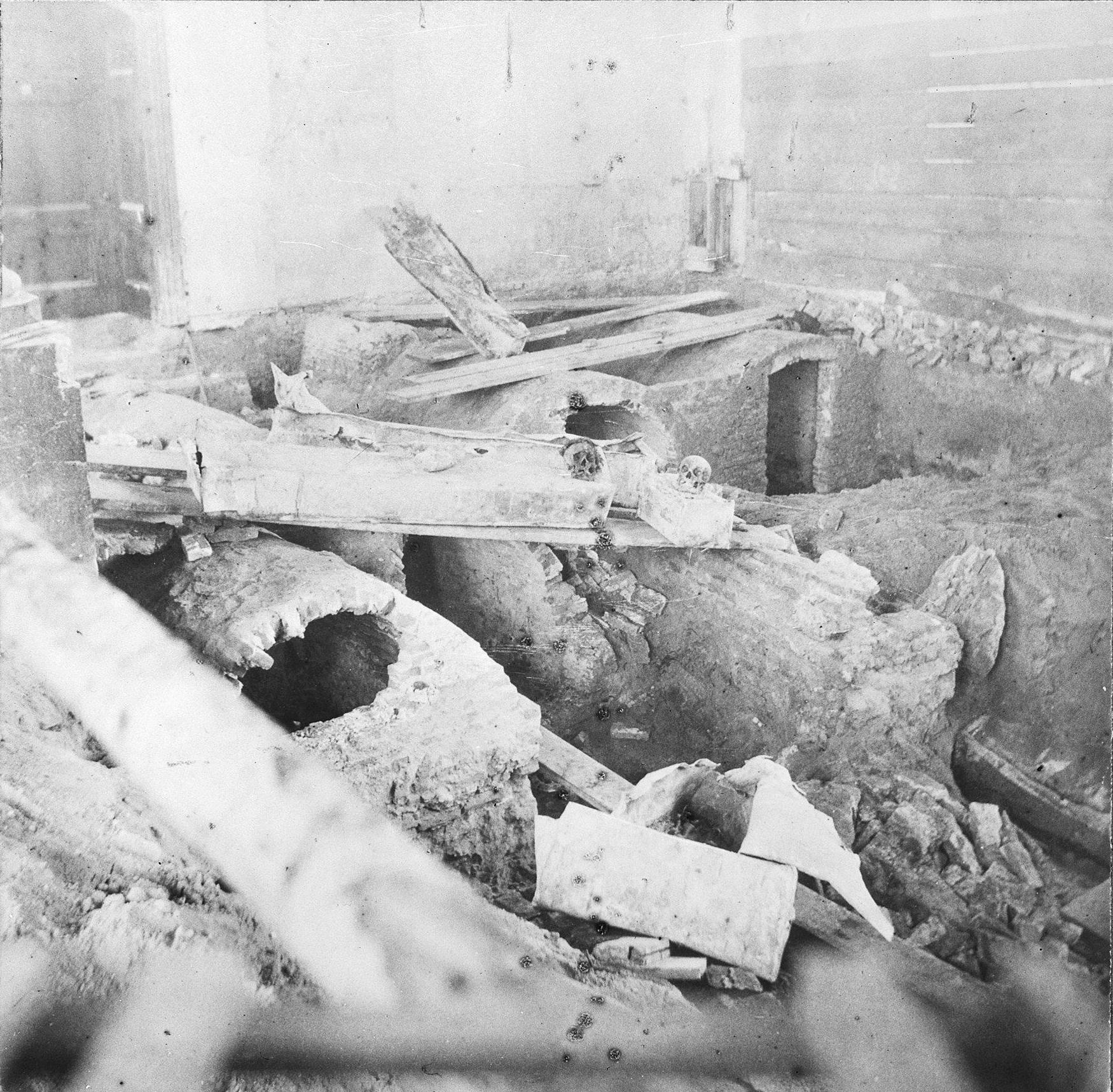
Caveau lors des travaux de 1879.

La Hofkapel est utilisée comme cimetière depuis des siècles. On y trouve des squelettes et d'autres restes de dizaines, voire de centaines de personnes.
Un nombre inconnu de tombes sont dégagées en 1678 et 1688, pour permettre l'agrandissement de la Hofkapel en direction du Hofvijver, après quoi un nouveau sol est coulé. 
En 1770 et 1879, des restes squelettiques détachés sont découverts dans plusieurs caveaux funéraires, qui avaient apparemment été placés là à partir de tombes nettoyées ; des recherches sont effectuées sur les tombes en 1770. Albert Frese réalise des croquis de diverses trouvailles.

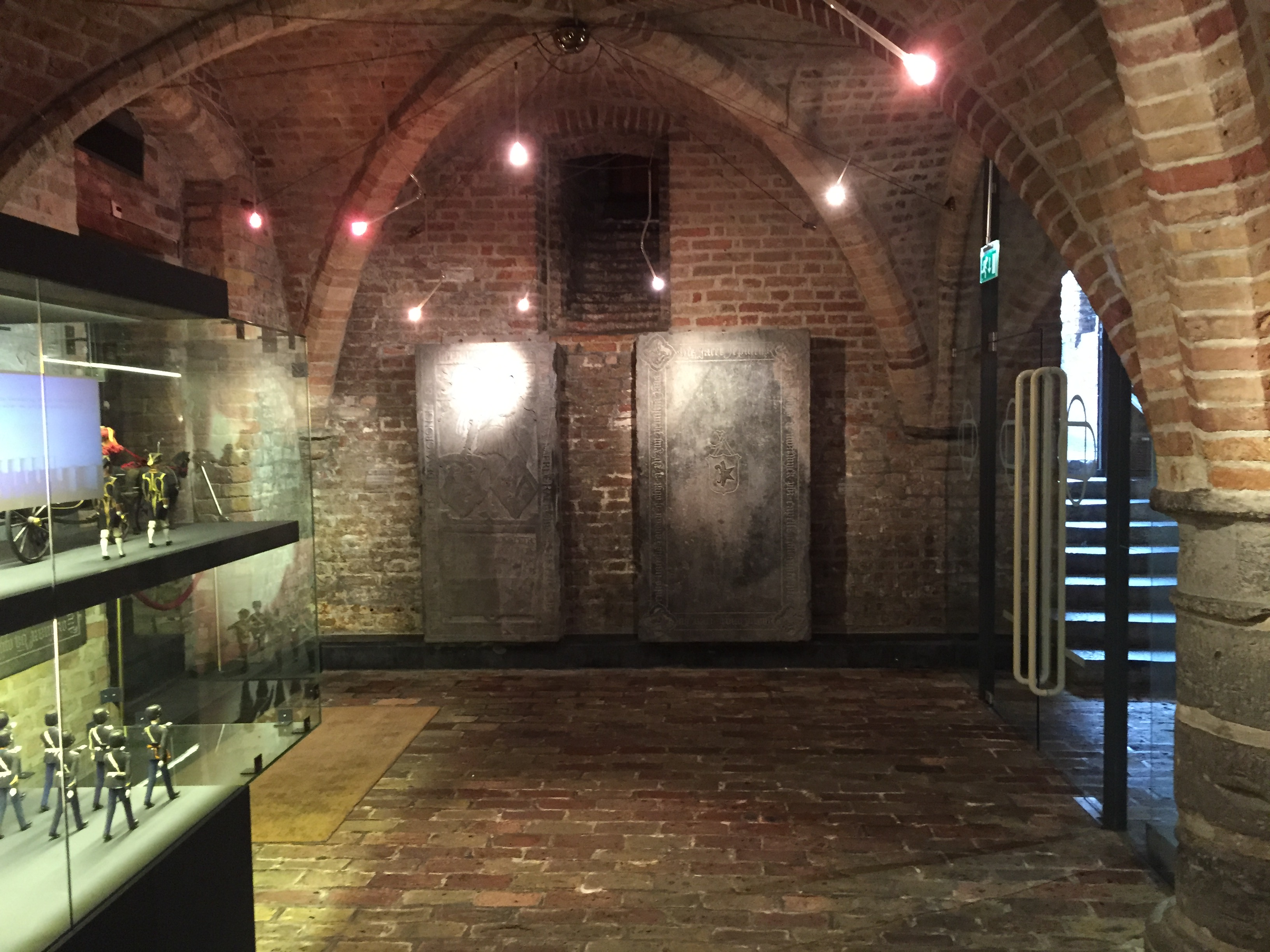
Salle d'exposition dans la Ridderzaal.

L’enquête menée en 1879 par Daniël Veegens, greffier de la Chambre des représentants, révèle que les tombes ne peuvent pas être identifiées. Les restes de Johan van Oldenbarnevelt ne sont pas été retrouvés. Au grand dam des descendants, les corps dans la fosse sont exposés publiquement. Les caveaux funéraires sont murés. Dix-sept pierres tombales sont enlevées et stockées dans la cave sous la Ridderzaal. Entre 1979 et 1981, quatorze de ces pierres tombales sont encastrées dans le sol et le mur de la cave ouest et aménagées comme espace d'exposition sous la Ridderzaal. Les pierres tombales restantes ont été perdues.
En 2001, une inspection limitée de l'état est effectuée dans le cadre de travaux de maintenance. En regardant à travers un trou d'inspection sur le côté nord de la Hofkapel, un archéologue a découvert qu'il y avait au moins trois pierres tombales.

### Pierres tombales
Les pierres tombales de la crypte comprennent celles de Guillaume II de Hainaut († 1345), Jacqueline de Bavière († 1436), Jacob van Barry († 1500), Johan van Noortwijck († 1515), le maréchal Joost de Soete († 1589) et Clara d'Anneux dite de Walrue († 1617).
Le corps de Johan van Oldenbarnevelt († 1619) a probablement également été enterré dans la cave, tout comme son fils René van Oldenbarnevelt († 1623).